# 野山嘉正
野山 嘉正（のやま かしょう、1937年3月13日 - 2019年5月29日）は、日本近代文学研究者。専門は近代詩歌。東京大学名誉教授。
東京生まれ。1959年東京大学国文科卒、1971年同大学院博士課程中退、助手、1973年山梨大学助教授、1986年東京大学国文科助教授、1992年教授、1997年定年退官、名誉教授、放送大学教授。

## 著書
- 『日本近代詩歌史』東京大学出版会 1985
- 『近代詩歌』放送大学教育振興会 1990
- 『現代詩歌』放送大学教育振興会, 1994
- 『近代小説の成立 明治の青春』岩波書店 1997
- 『近代詩歌の歴史』放送大学教育振興会, 1999
- 『日本近代文学の詩と散文 明治の視角から』明治書院 2012

### 共編著
- 『詩う作家たち 詩と小説のあいだ』 至文堂 1997
- 『国文学入門 日本文学への招待』堀信夫共編著 放送大学教育振興会, 2000
- 『近代の日本文学』安藤宏共編著 放送大学教育振興会, 2001
- 『言語文化研究 1 国語国文学の近代』　放送大学教育振興会, 2002
- 『国文学入門』林達也共編著 放送大学教育振興会, 2004
- 『展望現代の詩歌』全10巻 飛高隆夫共編 明治書院, 2007